# Eleanor Jourdain

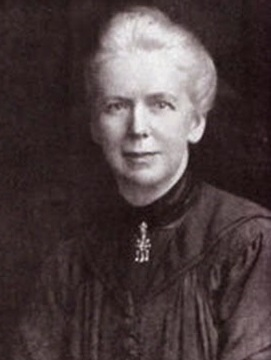
Eleanor Jourdain

Eleanor Frances Jourdain (* 16. November 1863 in Ashbourne, Derbyshire; † 6. April 1924 in Oxford, Oxfordshire) war eine englisch-britische Schuldirektorin, Hochschullehrerin und Autorin. Sie war unter anderem Direktorin des St Hugh’s College in Oxford. Jourdain wurde posthum berühmt, weil sie behauptete, sie und ihre Kollegin Charlotte Anne Moberly seien während eines Ausflugs nach Versailles in die Zeit der Französischen Revolution zurückversetzt worden, was als Moberly-Jourdain incident oder Ghosts of Petit Trianon bekannt wurde.

## Leben
Jourdain war das erste von zehn Kindern von Francis Jourdain (1834–1898), einem Vikar, und Emily Jourdain, geborene Clay. Es gab mindestens zwei Schwestern: Charlotte, die zu den ersten vier Studentinnen des St Hugh’s College gehörte, und Margaret, eine Autorin zu englischen Möbeln und Innendekorationen. Ihr Bruder war der Mathematiker Philip Jourdain.
Jourdain besuchte eine private Tagesschule in Manchester und studierte später, 1883, in Lady Margaret Hall in Oxford. Im Jahr 1886 verteidigte sie ihre Dissertation und war damit die erste Frau, die in moderner Geschichte ein Rigorosum ablegte.
Sie begann ihre Karriere als Sekretärin von Minnie Benson, der Frau von Edward White Benson, dem Erzbischof von Canterbury. Dann stieg sie zur stellvertretenden Schulleiterin an der Tottenham High School und später an der Clifton High School auf. 1892 gründete sie gemeinsam mit M. A. Woods die Corran Collegiate School in Watford, eine private Internats- und Tagesschule für Mädchen. Im Jahr 1900 hatte die Schule 100 Schülerinnen, und Jourdain war Schulleiterin geworden. Jourdain verließ die Schule 1903 und zog nach Paris, wo sie ein Jahr den Symbolismus in Dantes „Göttlicher Komödie“ studierte. Sie veröffentlichte Artikel in französischer und englischer Sprache über ihre Forschungen und erhielt 1904 von der Universität von Paris einen Doktortitel auf der Grundlage ihrer Forschungen. Daraufhin wurde sie von einer anderen Oxford-Absolventin, Charlotte Anne Moberly, die amtierende Schulleiterin des St Hugh’s Colleges, eingeladen, als stellvertretende Schulleiterin nach St. Hugh’s zu kommen.
Ab 1905 unterrichtete sie Französisch an St. Hugh’s und war stellvertretende Schulleiterin. Ab etwa 1908 war sie aktiv in der Frauenwahlrechtsbewegung und nahm oft in ihrer Doktoratsrobe an Demonstrationen in London teil. Sie veröffentlichte auch weiterhin und präsentierte Aufsätze wie Methods of moral instruction and training of girls in France (1908), On the Theory of the Infinite in Modern Thought (1911), An Introduction to the French Classical Drama (1912). Im April 1915 löste sie Moberly als Rektorin an St. Hugh’s ab und nahm während des Ersten Weltkriegs eine Stelle als Übersetzerin für die Regierung an. Ab 1920 unterrichtete sie in Oxford Französisch und war damit eine der ersten Frauen, die Universitätsvorlesungen hielten. Im Jahr 1922 wurde sie die erste Frau, die Prüfungen für Studenten abnahm.
Jourdain wurde berühmt, weil sie behauptete, sie und ihre Kollegin Charlotte Anne Moberly seien während eines Ausflugs nach Versailles in die Zeit der Französischen Revolution zurückversetzt worden, was als Moberly-Jourdain incident oder Ghosts of Petit Trianon bekannt wurde. Moberly und Jourdain veröffentlichten 1911 unter den Namen „Elizabeth Morison“ und „Frances Lamont“ ein Buch mit dem Titel An Adventure über ihre Erlebnisse. Das Buch beschreibt einen Besuch im Petit Trianon, einem kleinen Schloss auf dem Gelände des Schloss Versailles, wo sie behaupteten, die Gärten so gesehen zu haben, wie sie im späten achtzehnten Jahrhundert ausgesehen hätten, sowie Geister, darunter Marie Antoinette und andere. Ihre Geschichte war ein Bestseller, aber auch Gegenstand von Spott und Hohn. Die Identität der Autorinnen wurde erst Mitte der 1920er Jahre, nach Jourdains Tod, aufgedeckt. Das Buch wurde 1981 als Fernseh-Drama Miss Morison’s Ghosts von ITV mit Hannah Gordon and Wendy Hiller in den Hauptrollen verfilmt.
Jourdain war eine autokratische Führungspersönlichkeit und überredete im November 1923 das College Council von St. Hugh’s, eine Tutorin, Cecilia Mary Ady, zu entlassen, die ihrer Meinung nach ihre Autorität in Frage gestellt hatte. Ady protestierte gegen ihre ungerechtfertigte Entlassung, danach traten alle anderen Tutoren und mehrere Council-Mitglieder zurück und Tutoren anderer Schulen riefen zu Boycott auf. In der Folge wurde in der Presse ausführlich über die Situation berichtet, und es wurde eine Untersuchung eingeleitet, die zunächst von Jourdain begrüßt wurde. Als aber klar wurde, dass sie zum Rücktritt aufgefordert werden würde, erlitt Jourdain einen Herzinfarkt und starb am 6. April 1924. Sie wurde auf dem Wolvercote Cemetery in Oxford beigesetzt.

## Werke
- The symbolism of the Divina commedia. Christian literature, New York City 1894.
- Dante's use of the divine name in the "Divina commedia". Christian literature, New York City 1895.
- The women of the "Divina commedia". Christian literature, New York City 1895.
- A study in the symbolism of the "Divina commedia". E.E. Speight, Shaldon, South Devon 1902.
- Le symbolisme dans la Divine comédie de Dante. A. Picard & fils, Paris 1904 (archive.org).
- Methods of moral instruction and training of girls in France. In: Michael Ernest Sadler (Hrsg.): Moral Instruction and Training in Schools. Band 2. Longmans, Green and Co., London 1908, S. 85–112.
- On the theory of the infinite in modern thought: two introductory studies. Longmans, Green and Co., London 1911 (archive.org).
- Elizabeth Morison und Frances Lamont: An Adventure at the Petit Trianon. Macmillan, London 1911 (readingroo.ms).
- An introduction to the French classical drama. Clarendon Press, Oxford 1912 (archive.org).
- La Journée des Dupes. In: The Modern Language Review. Band 9, Nr. 4, 1914, S. 516 f., doi:10.2307/3713636 (zenodo.org).
- Dramatic theory and practice in France 1690-1808. Longmans, Green, London 1921 (archive.org).
- The drama in Europe in theory and practice. Methuen & Co., ltd., London 1924 (google.com).